# Eccidio di Biafra
L’eccidio di Biafra avvenne il 9 maggio 1969 in Nigeria. In quell'occasione perirono dieci tecnici italiani dell'Eni e un giordano.

## Storia
I campi petroliferi dell'ENI in Nigeria si trovano sulla riva sinistra del fiume Niger, in territorio confinante con il Biafra ma ancora sotto il controllo di Lagos. L'Agip conduceva prospezioni petrolifere nei due campi denominati "Okpai" e "Kwale 3", distanti tra loro circa quindici chilometri.
La mattina del 9 maggio 1969, verso le cinque e trenta, un commando di biafrani intervenne dopo aver sconfitto gli avamposti nigeriani, attaccando il campo Kwale 3 e uccidendo 10 tecnici italiani e un giordano. I tecnici del campo Okpai, sentendo riecheggiare colpi ripetuti di arma da fuoco nella foresta, decisero di prendere i mezzi e avviarsi verso Worri, ma appena giunti al campo Kwale 3 scoprirono la tragedia, e vennero catturati dai biafrani. Gli italiani fatti prigionieri furono in totale quattordici: Silvio Barbera, Claudio Bersani, Nereo Bassi, Giacomo Chianura, Rocco D'Amico, Aldo Fuolega, Pietro Giammaria, Guglielmo Grignaffini, Vittorio Lucarelli, Lino Mazza, Aristide Rai, Francesco Tomasoni, Walter Cattivelli, Vladimiro Golfarelli, portati nel villaggio di Barakanà e successivamente nella prigione di Owerri. La notizia dell'attacco biafrano venne alla luce solo il 13 maggio, ma senza i contorni del dramma. La notizia del massacro si apprese solo il 27 maggio. I prigionieri, in un primo momento condannati a morte, vennero poi rilasciati il 7 giugno 1969 grazie ad una delicata trattativa condotta dal sottosegretario agli Esteri Mario Pedini. Papa Paolo VI ricevette in udienza gli italiani liberati la sera stessa del loro rientro a Roma. Alcuni articoli dell'epoca misero in discussione la procedura delle trattative, insinuando la presenza un riscatto di dodici miliardi di lire compartecipato fra Stato ed ENI. Sul fatto si svolsero diverse interrogazioni parlamentari.
A seguito del massacro, per gli accertamenti medico sanitari legati al riconoscimento delle vittime il Governo italiano inviò il professor Bossi ed Enrico Giardini, che furono però bloccati all'aeroporto di Lagos da militari dell'Esercito Federale nigeriano. L'impasse richiederà l'intervento del professor Giuseppe Galeotti dell'Ambasciata italiana in Nigeria, che convinse il capitano Dickson a "liberare" il personale specialistico giunto da Milano.  

## Le vittime dell'eccidio
- Benito Bonvini, di Rieti;
- Fausto Casarola di Ferrara;
- Giovanni dell'Orso di Pescara;
- Antonino Falcone di Caltanissetta;
- Albino Fermi di Piacenza;
- Giovanni Giuliano di Brescia;
- Ugo Grossi di Reggio Emilia;
- Claudio Lombardini di Rieti;[3]
- Emilio Malchiodi di Piacenza;
- Enrico Ricciuti di Chieti
- Spiro Khnof